# 趙材
趙 材（ちょう ざい、1108年 - 1116年）は、北宋の徽宗の第10皇子。

## 経歴
婉容嬪喬氏（後に貴妃を授された）の三男として大観元年12月（西暦では1108年）に生まれた。大観2年（1108年）3月、魏国公の位を授けられた。政和3年（1113年）11月、太保の官職を授けられた。政和6年（1116年）11月に死去し、邠王を追贈された。諡は沖穆。

## 家族
- 婚約者：徐聖英 - 「望門寡」という寡居生活を送っていた。靖康の変後、金に連行され、完顔設野馬（完顔宗翰の長男）の側室となった。

## 伝記資料
- 『靖康稗史箋證』
- 『宋会要輯稿』